# Acacia goldmanii
Acacia goldmanii é uma espécie de leguminosa do gênero Acacia, pertencente à família Fabaceae.